# Therapeutisches Puppenspiel
Therapeutisches Puppenspiel ist ein Angebot für Kinder, Jugendliche und Erwachsene. Es lässt sich der humanistischen Schule zuordnen (Aktivierung von Selbstheilungskräften usw.). Eine weitere wichtige Wurzel liegt in der analytischen Psychologie nach C.G. JUNG. Es stellt ein Angebot innerhalb der psychotherapeutischen Ansätze von Psychodrama, Kunsttherapie und Gestalttherapie dar.
Das therapeutische Puppenspiel wird in unterschiedlichen Tätigkeitsbereichen angewandt, zum Beispiel in Kindergärten, Schulen, in der Psychotherapie, Soziotherapie, Gesundheitsprophylaxe, Rehabilitation, Altenhilfe. Mögliche Inhalte sind die Arbeit an der Identifikation (Herstellen einer „Inneren“ Figur), das Spielen mit Figuren (Archetypen) als Ausdrucksmöglichkeit tiefer seelischer Bewegungen sowie subjektiv erlebten Alltags durch Rollentausch, Konflikt-„Übung“ usw., mit dem Ziel eines progressiven Entwicklungsverlaufs zu Stabilität und Individuation.